# Carrer de l'Església de Sant Just
El carrer de l'Església de Sant Just és un carrer del nucli de Sant Just, al municipi de Pinós (Solsonès) inclòs a l'Inventari del Patrimoni Arquitectònic de Catalunya. És un pas cobert que comunica l'exterior amb l'interior del recinte clos.

## Situació
Sant Just es troba a l'extrem nord-oest del municipi de Pinós, al llom de l'aplanada carena que s'aixeca entre la rasa de la Rovira, al sud i el barranc de Gangolells, al nord, a la capçalera de la riera de Llanera que s'esmuny cap a la Segarra.
S'hi va des del punt quilomètric 9,6 de la carretera LV-3002 del Miracle a Su (41° 53′ 46″ N, 1° 32′ 38″ E / 41.896146°N,1.543936°E), on cal prendre, cap al sud, una carretera asfaltada que baixa a Sant Just en 3,1 km, després de passar prop de les masies del Mas i Massafreds. Està ben senyalitzat.

## Descripció

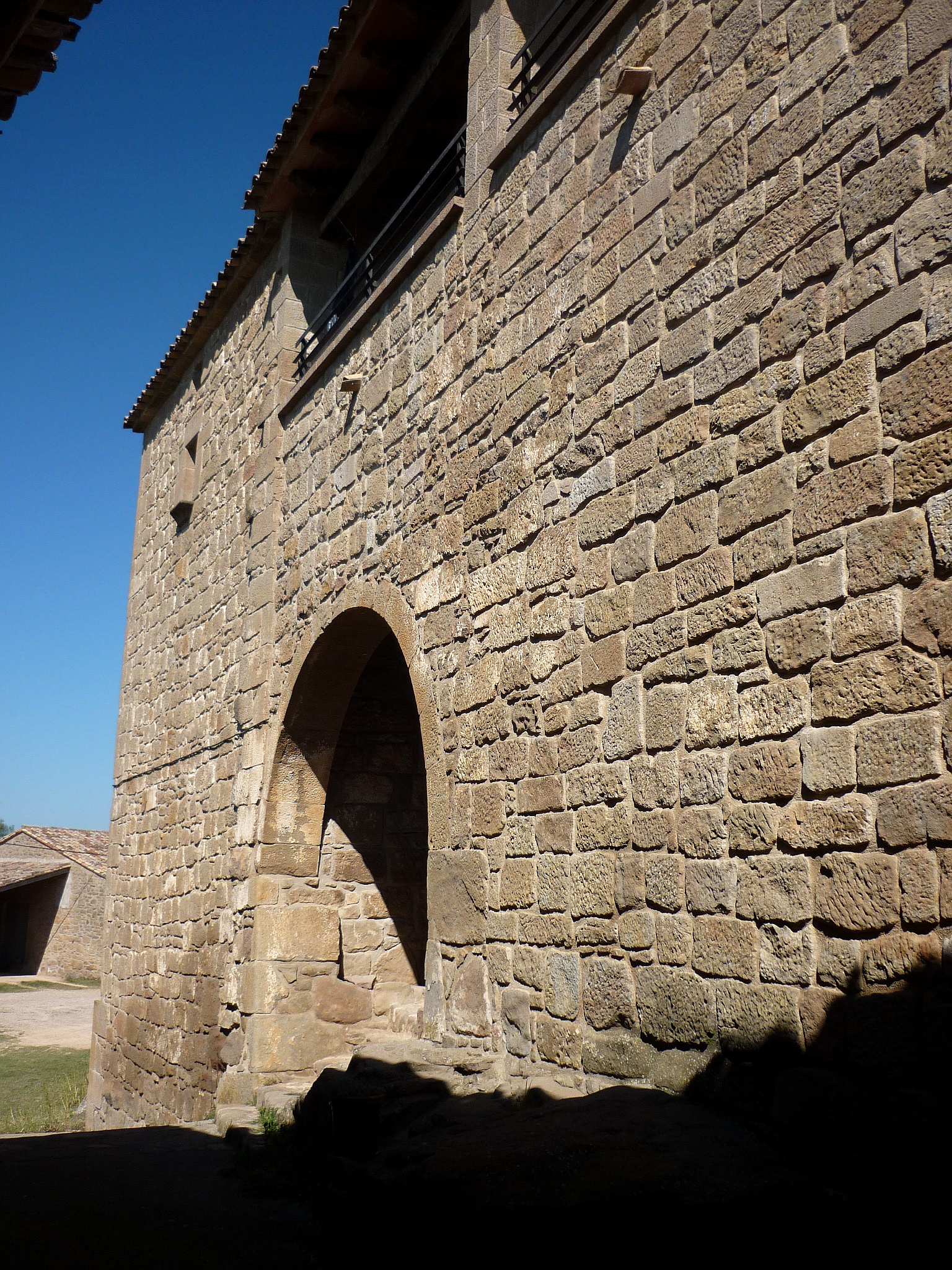
Arcada que precedeix el pas cobert

Construcció medieval modificada a partir del segle xvi i fins al segle xx. El poble de Sant Just forma un clos a redós de la plaça de l'església format per cases majoritàriament deshabitades. La noblesa dels murs, els arcs de pedra ben escairada i tallada són testimonis de l'obra medieval que avui es conserven mutilats.

## Història
El poble de Sant Just d'Ardèvol depenia del castell d'Ardèvol malgrat que fos relativament allunyat del centre castellar. L'església de Sant Just era l'antiga parroquial i ja era construïda al segle xiii. L'obra romànica fou substituïda per l'actual església del segle xvi però el conjunt del poble respira encara l'ambient de fortificació medieval.